# Waals Legioen
Het Waals Legioen (Frans: Légion Wallonie, Duits: 28. SS-Freiwilligen-Panzergrenadier-Division "Wallonien") was een militaire eenheid bestaande uit Waalse vrijwilligers die tijdens de Tweede Wereldoorlog aan de zijde van de Duitsers tegen het Sovjetleger vochten. In 1943 werd het legioen omgevormd tot de Sturmbrigade Wallonien en ingelijfd bij de Waffen-SS. De leden hadden als kenteken de Belgische driekleur, met het opschrift Wallonië op de mouw van hun uniform. De vlag van de eenheid was het Bourgondisch kruis van de partij Rex.

## Ontstaan en vorming

### Oprichting
In tegenstelling tot Vlaanderen was er in 1940 in Wallonië geen sterke relatie nationalistische partij. Rex was slechts een kleine splinterpartij van de rechtervleugel van de katholieke partij. In de jaren 30 had Rex een opgang gemaakt als protestpartij met een aanhang bij de zelfstandigen en burgerij. Léon Degrelle, de voorzitter van Rex, was een erg ambitieus man en een begenadigd spreker. Zijn ambities stonden niet in verhouding tot de omvang van zijn aanhang. Hij zag zich als leider van een autoritaire Bourgondische staat, die België en delen van Frankrijk omvatte. In mei 1940 was de invloed van Rex sterk verminderd.
Vanaf de Duitse inval in België in mei 1940 probeerde Léon Degrelle de aandacht van de Duitse bezetter te trekken. Aanvankelijk legde hij contact met Otto Abetz, de Duitse ambassadeur in Parijs. Deze contacten leverden echter geen concrete resultaten op. Ook de Duitse bezettingsoverheid in België negeerde Degrelle, die hem bovendien als een onbetrouwbare avonturier beschouwde. Tijdens een toespraak in Luik op 5 januari 1941 voor de kaderleden van Rex gaf Léon Degrelle zijn onvoorwaardelijke steun aan Adolf Hitler, die hij prees als een politiek genie. Ook deze steunbetuiging veranderde de houding van de Militärverwaltung niet.
Op 22 juni 1941 lanceerde Duitsland zijn aanval op de Sovjet-Unie. Degrelle was vastbesloten om uit deze ontwikkeling profijt te halen. In operatie Barbarossa zag Degrelle een nieuwe mogelijkheid om de Duitse aandacht op zich te vestigen. Onmiddellijk spoedde hij zich naar Parijs, waar zijn politieke bondgenoot Otto Abetz reeds was begonnen met de oprichting van een Légion de Volontaires Français. Begin juli 1941 gaf de Duitse Militärverwaltung toestemming aan Degrelle voor de vorming van een Waals vrijwilligerslegioen. Op 6 juli 1941 kondigde hij de oprichting van het ‘Légion Wallonie’ aan.
In zijn haast om toestemming van de Duitse overheid te krijgen, had de Rex-leider een aantal zaken moeten toegeven. Niet alleen zouden de leden Duitse uniformen dragen, maar ze moesten ook een eed van trouw aan Duitsland moeten afleggen. Het merendeel van de officieren zouden eveneens Duits zijn. Het belangrijkste feit was echter dat de rekrutering zou beperkt blijven tot het Franstalige gedeelte van België. In Vlaanderen werd een apart Vlaams legioen opgericht. Dit paste in de “verdeel-en-heers” politiek van Eggert Reeder, het politiek hoofd van de Militärverwaltung.

### Rekrutering

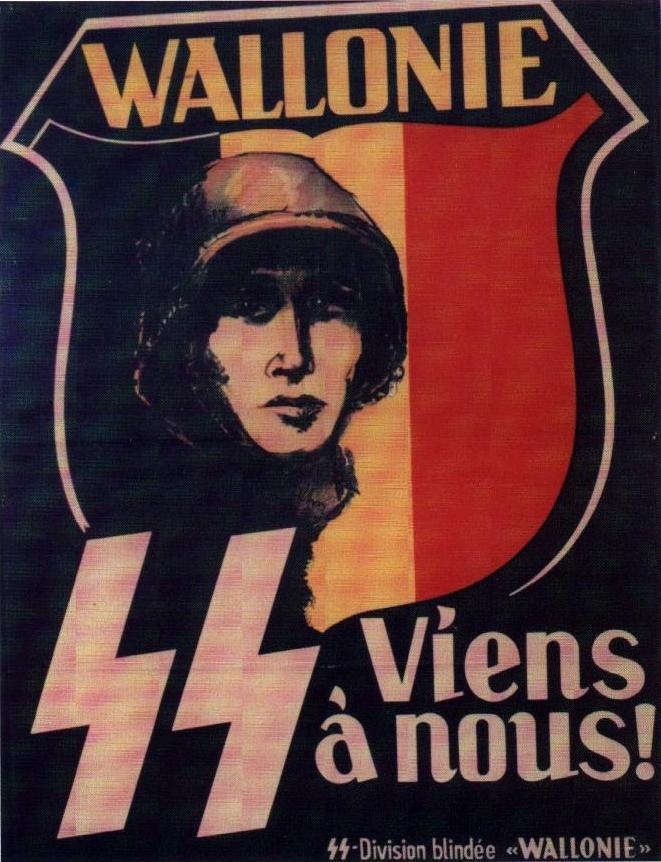
Rekruteringsaffiche van het Waalse Legioen

Onmiddellijk begon Degrelle aan een tocht door Wallonië om vrijwilligers te ronselen. In zijn toespraken riep hij op tot deelname aan ‘een kruistocht tegen het goddeloze bolsjevisme’ en hij verspreidde het gerucht dat hij de stilzwijgende steun had van koning Leopold III van België. De Rex-leider was ervan overtuigd dat de oorlog in het oosten spoedig zou zijn afgelopen en dat de Duitsers hem daarna zouden aanstellen als bestuurder van België.
Ondanks het feit dat de Degrelle het legioen probeerde voor te stellen als de kern van nieuwe Belgisch leger leverde de campagne aanvankelijk een honderdtal vrijwilligers op. Zelfs bij de rexistische militanten was de opkomst erg laag. Met zijn gebruikelijk gevoel voor drama kondigde Leon Degrelle op 20 juli 1941 tijdens een bijeenkomst in Luik zijn toetreding tot het legioen aan. Hij zou dienst nemen als eenvoudig soldaat. Dit overtuigde veel rexistische militanten om ook toe te treden en uiteindelijk leverde de eerste rekruteringsgolf 850 vrijwilligers op.
Het merendeel van deze vrijwilligers waren militanten van Rex, voornamelijk van de Strijdformaties, de paramilitaire tak van de partij. De rest was een heterogene groep van fanatieke anticommunisten, idealistische katholieken en avonturiers.
Tijdens de gevechten in de winter van 1941 werden de rangen van het legioen sterk uitgedund. De Duitse legerleiding overwoog om de eenheid te ontbinden. Leon Degrelle was vastbesloten om dit te verhinderen, want dat zou zijn prestige doen dalen. In februari 1942 zond hij een legionair naar de leiding van Rex met als opdracht een nieuwe lichting vrijwilligers te werven. De berichten over de ontberingen aan het oostfront schrikte vele vrijwilligers af en er daagden weinig nieuwe rekruten op. Op 22 februari 1942 beval de plaatsvervangend Rex-voorzitter Matthijs dat alle lokale leiders dienst moesten nemen. Op 10 maart 1942 vertrokken 450 vrijwilligers naar het trainingskamp.
Tijdens een bezoek aan Berlijn had Degrelle op 27 juni 1942 toestemming gekregen om ook te ronselen onder de Franstalige krijgsgevangenen, die reeds van mei 1940 gevangen zaten. In juni 1940 waren alle Nederlandstalige gevangenen reeds vrijgelaten. Tegen eind 1942 bleek deze ronselcampagne slechts 140 nieuwe vrijwilligers op te leveren.

### Verhouding met Rex
Spoedig na de oprichting van het Waals legioen besefte Degrelle dat de Duitsers meer waren geïnteresseerd in de militaire collaboratie van het Waals legioen, dan in de politieke collaboratie van Rex. Hij richtte zijn aandacht dan ook volledig op het legioen. Gedurende de rest van de oorlog zou de Rex-voorzitter België nog maar enkele malen bezoeken. Deze bezoeken stonden bovendien in het teken van het legioen en hij bekommerde zich niet langer om de problemen van Rex.
In Vlaanderen had de collaboratie-partij VNV een duidelijk partijprogramma en een uitgebouwde partijstructuur. Het Vlaams legioen was slechts een van de vele nevenorganisaties van het VNV. In Franstalig België was de situatie volledig anders. De Rex-leider was overgestapt naar het legioen zonder duidelijke politieke instructies achter te laten. Victor Matthijs, journalist en de hoofdredacteur van Le Pays Réel, werd als plaatsvervanger van Degrelle benoemd en José Streel werd zijn politiek adviseur. Beide mannen probeerden de partij te organiseren, maar de wervingscampagne voor het legioen beroofde hen van de meest loyale en capabele Rexisten. Naarmate de oorlog vorderde, werd het legioen de enige bestaansreden van Rex.